# Gran Premio di Spagna 1999
Il Gran Premio di Spagna 1999 è stato un Gran Premio di Formula 1 disputato il 30 maggio 1999 sul Circuito di Catalogna di Montmeló. La gara è stata vinta da Mika Häkkinen, su McLaren; secondo e terzo sono giunti rispettivamente David Coulthard e Michael Schumacher.

## Qualifiche

### Risultati
| Pos | No | Pilota                | Costruttore          | Tempo    | Distacco |
| --- | -- | --------------------- | -------------------- | -------- | -------- |
| 1   | 1  | Mika Häkkinen         | McLaren - Mercedes   | 1'22"088 |          |
| 2   | 4  | Eddie Irvine          | Ferrari              | 1'22"219 | +0"131   |
| 3   | 2  | David Coulthard       | McLaren - Mercedes   | 1'22"244 | +0"156   |
| 4   | 3  | Michael Schumacher    | Ferrari              | 1'22"277 | +0"189   |
| 5   | 11 | Jean Alesi            | Sauber - Petronas    | 1'22"388 | +0"300   |
| 6   | 22 | Jacques Villeneuve    | BAR - Supertec       | 1'22"703 | +0"615   |
| 7   | 16 | Rubens Barrichello    | Stewart - Ford       | 1'22"920 | +0"832   |
| 8   | 8  | Heinz-Harald Frentzen | Jordan - Mugen-Honda | 1'22"938 | +0"850   |
| 9   | 19 | Jarno Trulli          | Prost - Peugeot      | 1'23"194 | +1"106   |
| 10  | 6  | Ralf Schumacher       | Williams - Supertec  | 1'23"303 | +1"215   |
| 11  | 7  | Damon Hill            | Jordan - Mugen-Honda | 1'23"317 | +1"229   |
| 12  | 12 | Pedro Diniz           | Sauber - Petronas    | 1'23"331 | +1"243   |
| 13  | 9  | Giancarlo Fisichella  | Benetton - Playlife  | 1'23"333 | +1"245   |
| 14  | 17 | Johnny Herbert        | Stewart - Ford       | 1'23"505 | +1"417   |
| 15  | 18 | Olivier Panis         | Prost - Peugeot      | 1'23"559 | +1"471   |
| 16  | 23 | Mika Salo             | BAR - Supertec       | 1'23"683 | +1"595   |
| 17  | 5  | Alessandro Zanardi    | Williams - Supertec  | 1'23"703 | +1"615   |
| 18  | 10 | Alexander Wurz        | Benetton - Playlife  | 1'23"824 | +1"736   |
| 19  | 14 | Pedro de la Rosa      | Arrows               | 1'24"619 | +2"531   |
| 20  | 15 | Toranosuke Takagi     | Arrows               | 1'25"280 | +3"192   |
| 21  | 21 | Marc Gené             | Minardi - Ford       | 1'25"672 | +3"584   |
| 22  | 22 | Luca Badoer           | Minardi - Ford       | 1'25"833 | +3"745   |

## Gara

### Resoconto
Al via Häkkinen mantiene la prima posizione; alle sue spalle, Irvine scatta invece piuttosto male, rallentando anche il suo compagno di squadra Michael Schumacher. Ne approfittano Coulthard e Villeneuve, che si inseriscono in seconda e terza posizione; più indietro, recupera posizioni anche Trulli, che da nono sulla griglia di partenza transita in sesta posizione al termine del primo passaggio. Mentre i piloti della McLaren distanziano nettamente il gruppo, Villeneuve fa da tappo rispetto agli inseguitori; Schumacher, pur nettamente più veloce del canadese, non riesce a sopravanzarlo fino alla prima serie di pit stop. A questo punto la gara si stabilizza definitivamente; Häkkinen continua a condurre fino alla fine, conquistando la seconda vittoria stagionale davanti a Coulthard, Michael Schumacher, Irvine, Ralf Schumacher e Trulli; Villeneuve è invece costretto al ritiro dalla rottura del cambio nel corso del 41º giro, mentre occupava la quinta posizione.
I primi tre classificati, ripropongono lo stesso identico podio dell'edizione 1998. Tale evento si era verificato solo per le edizioni 1964 e 1965 del Gran Premio di Gran Bretagna (con Jim Clark primo, Graham Hill secondo e John Surtees terzo).

### Risultati
| Pos | N  | Pilota                | Costruttore/Motore   | Giri | Tempo/Ritiro | Griglia | Punti |
| --- | -- | --------------------- | -------------------- | ---- | ------------ | ------- | ----- |
| 1   | 1  | Mika Häkkinen         | McLaren - Mercedes   | 65   | 1h34'13"665  | 1       | 10    |
| 2   | 2  | David Coulthard       | McLaren - Mercedes   | 65   | +6"238       | 3       | 6     |
| 3   | 3  | Michael Schumacher    | Ferrari              | 65   | +10"845      | 4       | 4     |
| 4   | 4  | Eddie Irvine          | Ferrari              | 65   | +30"182      | 2       | 3     |
| 5   | 6  | Ralf Schumacher       | Williams - Supertec  | 65   | +1'27"208    | 10      | 2     |
| 6   | 19 | Jarno Trulli          | Prost - Peugeot      | 64   | +1 giro      | 9       | 1     |
| 7   | 7  | Damon Hill            | Jordan - Mugen-Honda | 64   | +1 giro      | 11      |       |
| 8   | 23 | Mika Salo             | BAR - Supertec       | 64   | +1 giro      | 16      |       |
| 9   | 9  | Giancarlo Fisichella  | Benetton - Playlife  | 64   | +1 giro      | 13      |       |
| 10  | 10 | Alexander Wurz        | Benetton - Playlife  | 64   | +1 giro      | 18      |       |
| 11  | 14 | Pedro de la Rosa      | Arrows               | 63   | +2 giri      | 19      |       |
| 12  | 15 | Toranosuke Takagi     | Arrows               | 62   | +3 giri      | 20      |       |
| Rit | 20 | Luca Badoer           | Minardi - Ford       | 50   | Testacoda    | 22      |       |
| Rit | 22 | Jacques Villeneuve    | BAR - Supertec       | 40   | Cambio       | 6       |       |
| Rit | 12 | Pedro Diniz           | Sauber - Petronas    | 40   | Trasmissione | 12      |       |
| Rit | 17 | Johnny Herbert        | Stewart - Ford       | 40   | Trasmissione | 14      |       |
| Rit | 8  | Heinz-Harald Frentzen | Jordan - Mugen-Honda | 35   | Semiasse     | 8       |       |
| Rit | 11 | Jean Alesi            | Sauber - Petronas    | 27   | Trasmissione | 5       |       |
| Rit | 5  | Alessandro Zanardi    | Williams - Supertec  | 24   | Cambio       | 17      |       |
| Rit | 18 | Olivier Panis         | Prost - Peugeot      | 24   | Cambio       | 15      |       |
| Rit | 21 | Marc Gené             | Minardi - Ford       | 0    | Cambio       | 21      |       |
| SQ  | 16 | Rubens Barrichello    | Stewart - Ford       | 64   | Squalificato | 7       |       |

## Classifiche

### Piloti
| Pos. | Pilota                | Punti |
| ---- | --------------------- | ----- |
| 1    | Michael Schumacher    | 30    |
| 2    | Mika Häkkinen         | 24    |
| 3    | Eddie Irvine          | 21    |
| 4    | Heinz-Harald Frentzen | 13    |
| 5    | David Coulthard       | 12    |
| 6    | Ralf Schumacher       | 9     |
| 7    | Giancarlo Fisichella  | 7     |
| 8    | Rubens Barrichello    | 6     |
| 9    | Damon Hill            | 3     |
| 10   | Pedro de la Rosa      | 1     |
| 10   | Olivier Panis         | 1     |
| 10   | Jean Alesi            | 1     |
| 10   | Alexander Wurz        | 1     |
| 10   | Jarno Trulli          | 1     |

### Costruttori
| Pos. | Team                    | Punti |
| ---- | ----------------------- | ----- |
| 1    | Ferrari                 | 51    |
| 2    | McLaren - Mercedes-Benz | 36    |
| 3    | Jordan - Mugen-Honda    | 16    |
| 4    | Williams - Supertec     | 9     |
| 5    | Benetton - Playlife     | 8     |
| 6    | Stewart - Ford          | 6     |
| 7    | Prost - Peugeot         | 2     |
| 8    | Arrows                  | 1     |
| 9    | Sauber - Petronas       | 1     |

## Fonti
- Sito di The Official Formula 1, su formula1.com. URL consultato l'11 marzo 2009.
- Autosprint, Autosprint extra - L'anno dei campioni, pagg. 98-99